# Paraplexippus sexsignatus
Paraplexippus sexsignatus är en spindelart som beskrevs av Pelegrín Franganillo Balboa 1930. 
Paraplexippus sexsignatus ingår i släktet Paraplexippus och familjen hoppspindlar. Inga underarter finns listade i Catalogue of Life.